# Tratament de șoc
Tratament de șoc (titlu originar în franceză Traitement de choc) este un film de groază psihologic francez din 1973, regizat de Alain Jessua⁠(d).

## Rezumat
Aflată într-o fundătură a vieții, Hélène Masson, proprietara necăsătorită a unei firme de modă, în vârstă de 38 de ani, se înscrie la clinica privată a doctorului Devilers de pe coasta Bretaniei. Majoritatea lucrătorilor, observă ea, sunt portughezi necalificați care nu par sănătoși, fiind predispuși la leșinuri. Regimul clinicii pentru clienții săi bogați, toți clienți obișnuiți, se axează pe terapia cu celule proaspete. Prietenul ei, Jérôme, care i-a recomandat clinica, dar nu-și mai permite să plătească onorariile mari, o avertizează că injecțiile dau dependență. A doua zi este găsit mort la poalele stâncilor, un incident pe care inspectorul de poliție îl consideră sinucidere.
Hélène, care nu este o femeie care să închidă ochii la leșinuri suspecte sau la o moarte suspectă, începe propria anchetă. Deoarece vorbește portugheza, se împrietenește cu Manoel, unul dintre angajații nemulțumiți, și mergând în camera lui îl găsește inconștient. Ascunsă în spatele unei perdele, vede cum medicii îi iau o cantitate mare de sânge.
Tânărul și fermecătorul doctor Devilers, conștient de ceea ce pune ea la cale, o duce în pat. Ulterior, în timp ce el doarme, ea răscolește dosarele lui și descoperă ceea ce bănuia. Încercând să plece, își găsește mașina sabotată, iar liniile telefonice nu funcționează. Intrând în laborator, ea găsește cadavrul lui Manoel, parțial recoltat pentru ser. Devilers o prinde acolo și, într-o confruntare finală care reflectă disputele lor sexuale anterioare, ea îl înjunghie mortal.
Inspectorul de poliție, un pacient obișnuit care speră că clinica va putea continua ca înainte, consideră că toate poveștile ei de groază sunt iluziile unei femei tulburate și o arestează pentru crimă.

## Distribuție
- Annie Girardot - Hélène Masson
- Alain Delon - Dr Devilers
- Michel Duchaussoy⁠(fr)[traduceți] - Dr Bernard
- Robert Hirsch⁠(fr)[traduceți] - Jérôme Savignat
- Jeanne Colletin⁠(fr)[traduceți] - Camille Giovanelli
- Jean-François Calvé⁠(fr)[traduceți] - Me René Gassin
- Gabriel Cattand⁠(fr)[traduceți] - Attorney De Boissière
- Robert Party⁠(fr)[traduceți] - Colonel de Riberolles

## Recepție
TV Guide a scris că filmul începe cu câteva momente inteligente și pline de suspans într-un cadru relativ bine aspectat. Cu toate acestea, tensiunea degenerează rapid. Unele încercări de a satiriza bogăția dau rezultate, dar nu sunt noi sau teribil de ingenioase. Delon dă energie rolului său, iar Girardot funcționează, dar filmul nu reușește niciodată să se închege; în timp ce Time Out a scris: "Jessua gestionează cu siguranță amestecul său de suspans și satiră, obținând performanțe bune de la Girardot, confuză și în cele din urmă nesigură de sănătatea ei mintală, și Delon în rolul doctorului diabolic, dar pe jumătate simpatic, în brațele căruia se află. O frumoasă poveste de avertizare asupra vanității umane și o fabulă despre ipocrizie".